# 岩佐岳
岩佐 岳（いわさ がく、1974年2月5日 - ）は、日本のアニメーションプロデューサー。男性。株式会社WHITE FOX代表取締役。神奈川県横浜市出身。殆どの作品では岩佐がく名義でクレジットされることが多い。

## 来歴・人物
大学中退後、代々木アニメーション学院東京校に入学する。
在学中にオー・エル・エムに入社。同社制作作品『モジャ公』で初の制作進行を務め、デスク→担当→アニメーションプロデューサーと確実にステップアップしていく。『カスミン』で制作チーム「OLM TEAM IWASA」を結成し、以後深夜アニメ作品を中心にプロデュースする他、独自に他社作品のグロス請けをする。特に『うたわれるもの』は岩佐の制作方針でもある「丁寧な作品作り」のもとで制作され、多くのファンから高い評価を得た。ちなみに同作DVD-BOX特典映像の全4話のショートアニメでは脚本も担当している。
2007年にオー・エル・エムから『うたわれるもの』のメインスタッフらと共に独立してWHITE FOXを設立した。なおそれ以前にも、『剣風伝奇ベルセルク』制作時に彼の個人サイト名と同名の作画スタジオ「スタジオてとら」を立ち上げたこともある。

## 参加作品

### テレビアニメ

#### OLM
1995年
- モジャ公（-1997年、制作進行） ※第74話のみ。岩佐がく名義。

1997年
- 剣風伝奇ベルセルク（-1998年、制作進行）
- ポケットモンスター（-2002年、制作デスク） ※第102-106・109-133話まで担当。第106話以外は岩佐がく名義。

1998年
- ああっ女神さまっ 小っちゃいって事は便利だねっ（-1999年、制作デスク） ※第18-48話まで担当。岩佐がく名義。

2001年
- こみっくパーティー（制作デスク） ※岩佐がく名義。
- カスミン（-2003年、制作担当） ※クレジット表記無し。

2002年
- ポケットモンスター サイドストーリー（-2004年、制作担当） ※TEAM IWASA制作回の第3・11-14話のみ担当。岩佐がく名義。

2003年
- おもいっきり科学アドベンチャー そーなんだ!（-2004年、制作担当） ※岩佐がく名義。

2004年
- アガサ・クリスティーの名探偵ポワロとマープル（-2005年、制作担当） ※岩佐がく名義。

2006年
- うたわれるもの（アニメーションプロデューサー・ショートアニメ脚本） ※岩佐がく名義。
- Gift 〜ギフト〜 eternal rainbow（アニメーションプロデューサー） ※岩佐がく名義。
- スーパーロボット大戦OG -ディバイン・ウォーズ-（-2007年、アニメーションプロデューサー） ※岩佐がく名義。

#### WHITE FOX
2009年
- ティアーズ・トゥ・ティアラ（アニメーションプロデューサー） ※岩佐がく名義。

2010年
- 刀語（アニメーションプロデューサー） ※岩佐がく名義。

2011年
- STEINS;GATE（アニメーションプロデューサー） ※岩佐がく名義。

2012年
- ヨルムンガンド（プロデューサー）

2013年
- はたらく魔王さま！（プロデューサー）

2014年
- そにアニ -SUPER SONICO THE ANIMATION-（プロデューサー、アニメーションプロデューサー） ※アニメーションプロデューサーは岩佐がく名義。
- ご注文はうさぎですか?（プロデューサー）
- アカメが斬る!（プロデューサー）

2015年
- うたわれるもの 偽りの仮面（制作プロデューサー）
- ご注文はうさぎですか??（制作協力）

2016年
- Re:ゼロから始める異世界生活（制作統括）
- 装神少女まとい（プロデューサー）

2017年
- ゼロから始める魔法の書（制作統括）
- 少女終末旅行（制作統括）

2018年
- STEINS;GATE 0（制作統括）
- ゴブリンスレイヤー（制作統括）

2019年
- 慎重勇者〜この勇者が俺TUEEEくせに慎重すぎる〜（制作統括）

2020年
- Re:ゼロから始める異世界生活 2nd season（制作統括）

2022年
- うたわれるもの 二人の白皇（制作プロデューサー）

### 劇場アニメ
1998年
- 劇場版ポケットモンスター ミュウツーの逆襲（制作デスク）

1999年
- 劇場版ポケットモンスター 幻のポケモン ルギア爆誕（制作デスク）

2000年
- 劇場版ポケットモンスター 結晶塔の帝王 ENTEI（制作デスク） ※岩佐がく名義。

2001年
- 劇場版ポケットモンスター セレビィ 時を超えた遭遇（制作デスク） ※岩佐がく名義。

### OVA
1997年
- ぶっとび!!CPU（制作進行）

2003年
- みずいろ 全年齢版（制作担当）